# Héctor Ortiz Benítez
Héctor Ortiz Benítez (Mèxic, 20 de desembre de 1928) fou un futbolista mexicà de la dècada de 1950.

## Trajectòria
Hèctor Ortiz va començar la seva carrera professional a finals de 1940 a les files del Club Deportivo Marte, passant el 1952 al CD Zacatepec. En aquest club romangué almenys fins a la temporada 1957-58. Jugà amb la selecció mexicana entre 1949 i 1957, disputant la Copa del Món de 1950 al Brasil.